# Banquete de Conxo

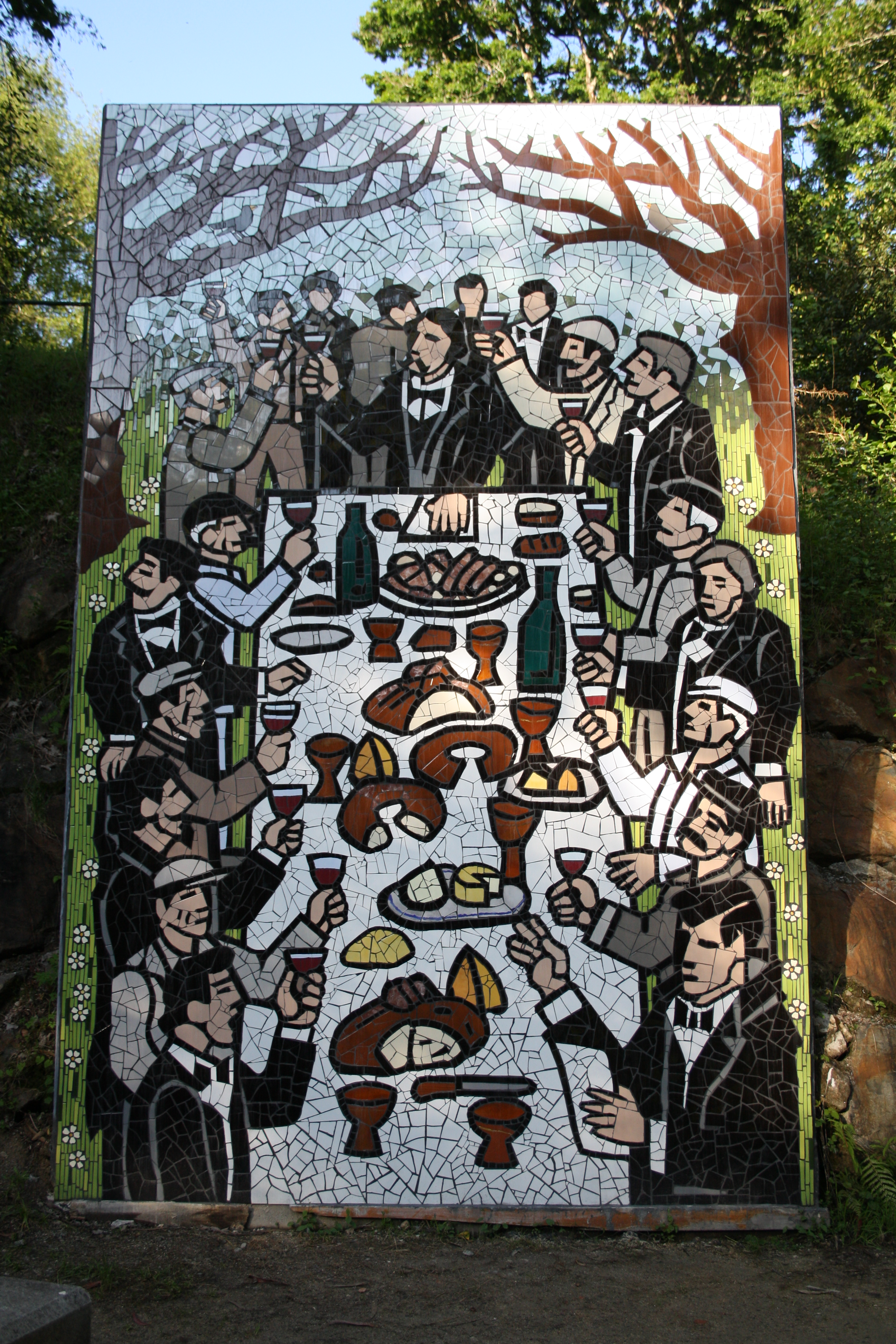
Mosaico conmemorativo del banquete de Conxo, obra de Pancho Lapeña, Antón Pascual y Xosé Vizoso.

El Banquete de Conxo tuvo lugar el 2 de marzo de 1856 en el desaparecido municipio de Conxo y se trató de un acto de confraternización entre obreros, artesanos y estudiantes, en el que los estudiantes, de una clase social elevada, sirvieron a obreros y artesanos como camareros como símbolo de respeto e igualdad. El banquete constituyó un gesto de índole socialista, el cual suscitó el enfado de los sectores más poderosos de Santiago de Compostela.
Funcionó como un atentado contra el esquema social tradicional preconcebido, de modo que estudiantes, la mayoría de clases pudientes, y artesanos compartieron pan y mesa. Organizado entre otros por Luis Rodríguez Seoane (que por aquel entonces tenía 19 años de edad), al banquete asistieron Aurelio Aguirre y Eduardo Pondal. Los tres, Rodríguez, Aguirre y Pondal, recitaron unos brindis en verso. Se especula que Rosalía de Castro quizá pudiera haber estado presente. 
Se sabe que el Banquete de Conxo se convirtió en un acontecimiento de gran importancia simbólica y real dentro de la historia de Galicia, transformándose en una parte significativa de la memoria colectiva gallega.

## Conmemoraciones posteriores
En 2018 el ayuntamiento de Santiago de Compostela, después de la restauración del lugar, rememoró este banquete con intención de mantenerlo fijo en el calendario.
Las conmemoraciones fueron suspendidas en los años 2020 y 2021 por la pandemia, pero, tras varias iniciativas particulares, el ayuntamiento anunció su repetición en el año 2022.

## Figuras
|  |  |  |